# Witborstdoktersvis
De witborstdoktersvis (Acanthurus leucosternon) is een baarsachtige vis uit de familie van de doktersvissen (Acanthuridae).

## Natuurlijke verspreiding
De soort is van nature een rifbewoner die vooral voorkomt in ondiepe riffen aan de kust of rond eilanden. De soort is te vinden in de Indische Oceaan, van de oostkust van Afrika tot in de Andamanse Zee, Zuidwest-Indonesië en Christmaseiland. De verspreiding strekt zich soms uit tot Bali.

## Stip
Onder meer de grote gevoeligheid voor de stip-ziekte bemoeilijkt het houden van deze doktervis in het aquarium. De praktijk leert dat een exemplaar dat in de natuur gevangen is, vrijwel altijd stip bij zich draagt. In de natuur is de witborstdoktersvis vaak resistent tegen stip: hij is dan wel drager van de ziekte, maar die komt niet tot ontwikkeling.
Als de vis in het aquarium wordt geplaatst, zijn daar meestal al andere vissen en mogelijk andere doktersvissen aanwezig. Dit leidt tot stress bij de soort. De stress en het vervangende voer kunnen ertoe leiden dat de weerstand van A. leucosternon afneemt en dat de stip tot ontwikkeling komt. Het duurt meestal twee tot drie weken voordat de stip zich openbaart.

## Voeding in gevangenschap
De witborstdoktersvis is een algeneter en moet dus niet gevoerd worden met dierlijk voedsel (zoals mysis en artemia) maar overwegend met plantaardig voedsel. Hiermee kan de soort in principe in een goede conditie gehouden worden. Desalniettemin lijkt soms de samenstelling van het voedsel verband te houden met de moeilijke houdbaarheid van de soort.

## Ruimte in gevangenschap
De vis is een snelle zwemmer waardoor het noodzakelijk is om veel zwemruimte aan te bieden. 3 meter wordt als minimum aanbevolen. De soort is erg agressief tegen soortgenoten. Het is aanbevolen in een aquarium slechts één exemplaar van de soort te houden.